# Acalolepta aesthetica
Acalolepta aesthetica är en skalbaggsart som först beskrevs av Arthur Sidney Olliff 1890.  Acalolepta aesthetica ingår i släktet Acalolepta och familjen långhorningar. Inga underarter finns listade i Catalogue of Life.